# Kreis Diedenhofen-West
| Basisdaten                        | Basisdaten                  |
| --------------------------------- | --------------------------- |
| Bundesstaat                       | Reichsland Elsaß-Lothringen |
| Bezirk                            | Lothringen                  |
| Verwaltungssitz                   | Diedenhofen                 |
| Fläche                            | 264 km² (1910)              |
| Einwohner                         | 88.232 (1910)               |
| Bevölkerungsdichte                | 334 Einw./km² (1910)        |
| Gemeinden                         | 32 (1910)                   |
| Lage des Kreises Diedenhofen-West |                             |
|                                   |                             |

Der Kreis Diedenhofen-West war von 1901 bis 1920 ein deutscher Landkreis im Bezirk Lothringen des Reichslandes Elsaß-Lothringen. Das Gebiet des Kreises liegt heute im Wesentlichen im Arrondissement Thionville des französischen Départements Moselle. 

## Geschichte
Nachdem Elsaß-Lothringen durch den Frankfurter Friedensvertrag an das Deutsche Reich gefallen war, bestand seit 1871 der Kreis Diedenhofen. Dieser Kreis wurde 1901 in die beiden Kreise Diedenhofen-West und Diedenhofen-Ost aufgeteilt. Diedenhofen blieb Kreisstadt für beide Kreise. Nach dem Ende des Ersten Weltkrieges wurde der Kreis 1918 von Frankreich besetzt, kam am 17. Oktober 1919 unter französische Verwaltung und gehörte mit dem Inkrafttreten des Versailler Vertrages am 10. Januar 1920 als Arrondissement Thionville-Ouest dem französischen Staat an. 
Im Zweiten Weltkrieg stand Elsass-Lothringen von 1940 bis 1944 unter deutscher Besatzung. Während dieser Zeit bildete das Gebiet des Arrondissements Thionville-Ouest zunächst den Landkreis Diedenhofen-West. Am 1. Dezember 1940 wurde der Landkreis mit dem Nachbarkreis Diedenhofen-Ost wieder zu einem Landkreis Diedenhofen zusammengeschlossen. Das Kreisgebiet wurde nicht im völkerrechtlichen Sinne annektiert, sondern war Teil des CdZ-Gebiets Lothringen. Dieses war dem Gauleiter für den Gau Saarpfalz (ab 1942 Westmark) in Saarbrücken unterstellt. Zwischen November und Dezember 1944 wurde das Kreisgebiet durch alliierte Streitkräfte besetzt und wieder an Frankreich zurückgegeben. Von Frankreich wurden wieder die beiden Vorkriegs-Arrondissements Thionville-Ouest und Thionville-Est eingerichtet.

## Kreisdirektoren
Die Landräte im Reichsland trugen die Amtsbezeichnung Kreisdirektor.
1901–191300Ernst Cordemann
1913–191800Paul Bostetter

## Gemeinden
Im Jahre 1910 umfasste der Kreis Diedenhofen-West 32 Gemeinden. Durch kaiserliche Verordnung vom 2. September 1915 wurden die Namen der Gemeinden Großmoyeuvre und Kleinmoyeuvre amtlich in Großmövern und Kleinmövern geändert.
| - Algringen - Arsweiler - Aumetz - Bollingen - Deutschoth - Ersingen - Fameck - Fentsch | - Flörchingen - Gandringen - Großmoyeuvre (ab 1915 Großmövern) - Havingen - Hayingen - Kleinmoyeuvre (ab 1915 Kleinmövern) - Kluingen - Kneuttingen | - Lommeringen - Marspich - Neunhäuser - Nilvingen - Oettingen - Rangwall - Redingen - Reichersberg | - Rosslingen - Rüssingen - Ruxweiler - Schremingen - Tressingen - Ückingen - Volkringen - Wallingen |